# Anton Dolin

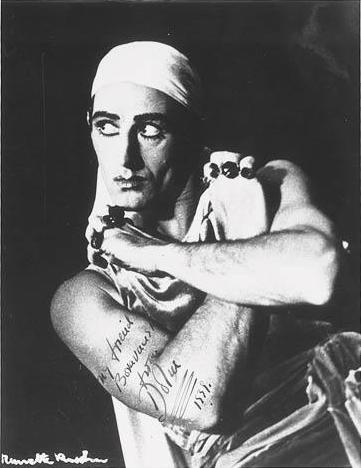
Anton Dolin in der Titelrolle des Balletts Der verlorene Sohn, 1939

Sir Anton Dolin (* 27. Juli 1904 in Slinfold; † 25. November 1983 in Paris), eigentlich Sydney Francis Patrick Chippendall Healey-Kay, war ein englischer Balletttänzer und Choreograf. Er war der erste Brite, der den Titel premier danseur erhielt.

## Leben
Dolin erhielt seine Ballettausbildung bei Bronislava Nijinska, Serafina Astafjewa und Nicolas Legat. 1921 trat er den Ballets Russes bei, deren Solist er 1923 wurde. In den 1930ern war er Solist des Vic-Wells Ballet. 1940 bis 1946 war er als Solist und Choreograf beim American Ballet Theatre tätig. In dieser Zeit rekonstruierte er zahlreiche Klassiker der Ballettgeschichte. 1982 führte er durch den Dokumentarfilm A Portrait of Giselle.
1950 gründete Dolin zusammen mit Alicia Markova das London Festival Ballet (das heutige English National Ballet).
1981 wurde Dolin als Knight Bachelor geadelt.

## Werke

### Bücher
- Divertissement (erschienen 1931)
- Ballet go round (erschienen 1938)
- The Sleeping Ballerina: The Story of Olga Spessivtzeva (erschienen 1966)
- Alicia Markova, Her Life and Art (erschienen 1973)
- Friends and Memories (erschienen 1984)
- Last Words: A Final Autobiography (erschienen 1985)
- Pas de Deux: The Art of Partnering (erschienen 2005)

### Choreografien
- Italian Suite (1928, Musik: Domenico Cimarosa)
- Bolero (1932, Musik: Maurice Ravel)
- Capriccioso (1940, Neubearbeitung der Italian Suite)
- Quintet (1940, Musik: Raymond Scott)
- Romantic Age (1941, Musik: Vincenzo Bellini)
- Variations for Four (1957, Musik: Marguerite Keogh)

### Wiederaufführungen
- Giselle (1940, Musik: Adolphe Adam)
- Schwanensee
- Pas de Quatre (1941, Musik: Cesare Pugni)
- Princess Aurora (1941, Rekonstruktion des 3. Akts von Dornröschen, Musik: Peter Tschaikowski)

### Filmografie
- 1935: Invitation to the Waltz